# Aitube
Aitube (em hebraico: אחיטוב; romaniz.: Achiytuwb; lit.  "irmão é bom") foi um sumo-sacerdote de Israel após a morte de Fineias e de seu avô Eli (I Samuel 14:3; I Samuel 22:9,11,12,20), e sucedido por Aías, seu filho. Era o pai de Zadoque, nomeado sumo-sacerdote após o extermínio da casa de Aimeleque, e irmão de Icabode.

Não se sabe muito sobre Aitube, já que a Bíblia não o detalha bem, não esclarecendo se ele sobreviveu à destruição de Siló e continuou como sacerdote ou morreu junto com a família na batalha contra os filisteus. Alguns estudiosos sugerem que Aitube foi para Nobe, fez uma cidade sacerdotal e oficiou no lugar mais de 85 sacerdotes, até que Aimeleque, seu outro filho, o sucedeu.